# Gąsienicowy wóz dowódczo-sztabowy
Gąsienicowy wóz dowódczo-sztabowy – polski transporter opancerzony, produkowany przez Hutę Stalowa Wola, wchodzący w skład artyleryjskich modułów ogniowych Regina. 

## Zadania
Przeznaczony jest dla dowódcy dywizjonu, szefa sztabu, dowódcy baterii i dowódcy plutonu ogniowego, oraz współpracujących z nimi osób funkcyjnych. Do wspomagania informatycznych procesów logistyczno-decyzyjnych w systemie dowodzenia i kierowania ogniem dywizjonu, oraz utrzymywania łączności.

## Konstrukcja
Wóz dowodzenia produkowany jest na Lekkim Podwoziu Gąsienicowym konstrukcji HSW. Kadłub pojazdu zapewnia ochronę balistyczną załogi na poziomie I wg STANAG 4569.

## Wyposażenie
- pokładowy zespół agregatu prądotwórczego.
- urządzenie filtrowentylacyjno-klimatyzacyjne,
- system obrony przed bronią ABC,
- system samoobrony pojazdu Obra-3C SSP-1C z 12 wyrzutniami granatów kalibru 81 mm,
- układ p-poż. i tłumienia wybuchu KIDDE-DEUGRA,
- dwa ogrzewacze Air Top EVO 5500[2],

### System teleinformatyczny z systemem kierowania ogniem
- pokładowy zestaw urządzeń łączności wewnętrznej i zewnętrznej, FONET,
- dwie radiostacje KF RF5800H,
- trzy radiostacje UKF RRC9311AP,
- zasilacz elektryczny systemu kierowania ogniem i łączności,
- stacja robocza i elementy systemowe,
- terminale pojazdowe DD9620T,
- moduł komputerowy MK16A,
- odbiornik nawigacji satelitarnej,
- serwer DD9620T-S,
- informatyczno-elektroniczny system kierowania ogniem Topaz,
- pulpity telefoniczno-alarmowe[2],

## Uzbrojenie
Uzbrojenie stanowi odkryte stanowisko strzeleckie z karabinem maszynowym kal. 7,62 mm w obrotnicy.